# Michael Grenda
Michael Ronald Grenda (24 aprile 1962) è un ex pistard australiano.
Ha vinto la medaglia d'oro nella gara di inseguimento a squadre ai Giochi olimpici 1984 a Los Angeles.